# Jeanne Calment

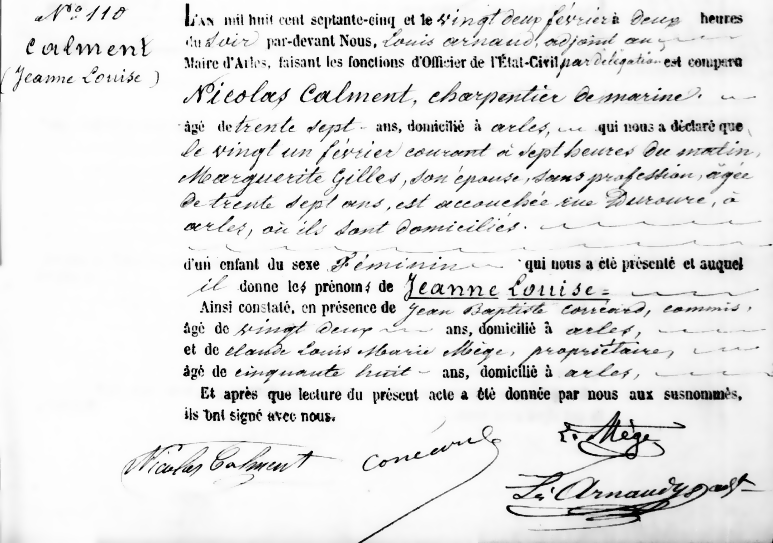
Geboortebewijs van Jeanne Calment

Van deze foto (genomen in de Kerk van Saint-Trophime) is lange tijd aangenomen dat hij in 1897 werd genomen en Jeanne Calment op 22-jarige leeftijd toont. Nieuw onderzoek heeft echter uitgewezen dat het hier om Jeannes dochter Yvonne gaat en dat de foto omstreeks 1920 is genomen.

Jeanne Louise Calment (Arles, 21 februari 1875 – aldaar, 4 augustus 1997) was een Française die geldt als de oudste mens ooit van wie de geboorte- en sterfdatum officieel vaststaan. Ze leefde volgens het bevolkingsregister 122 jaar en 164 dagen. Niet alleen geldt ze daarmee officieel als de oudste persoon ooit, ook heeft ze langer dan wie ook de titel "oudste (nog levende) mens" gedragen.

## Biografie
Calment had naar eigen zeggen op 12- of 13-jarige leeftijd de schilder Vincent van Gogh ontmoet, toen hij een schildersdoek kwam kopen in de stoffenwinkel van haar oom of vader. Ze vond hem "vies, slecht gekleed en koppig" en "lelijk en ruikend naar alcohol". Ter gelegenheid van de 100e sterfdag van Van Gogh in 1990, werd er een uitgebreid interview met Calment gehouden.
Calment heeft haar hele leven in Arles gewoond. Nadat ze op school haar klassiek brevet had gehaald, bleef ze tot aan haar huwelijk thuis wonen. Ze trouwde in 1896 met haar achterneef Fernand Calment, die in 1942 overleed na bedorven kersen te hebben gegeten. Uit hun huwelijk ontsproot één dochter, Yvonne. Zij werd geboren in 1898 en overleed volgens de officiële berichten reeds in 1934 op 36-jarige leeftijd aan pleuritis. Yvonne had op haar beurt een zoon, Frédéric, geboren in 1926, die na zijn moeders dood door Jeanne Calment verder werd opgevoed. Hij kwam in 1963 om bij een verkeersongeluk. Hierna had Calment geen erfgenamen meer.
In 1965 sloot Calment een lijfrentecontract met de notaris André-François Raffray. Hij zou na Calments dood haar appartement in een flat krijgen. In ruil hiervoor zou hij Calment tot haar overlijden een maandelijkse toelage van 2500 frank betalen. Wat op het eerste gezicht een lucratieve belegging was – Raffray was 48 jaar en Calment 90 –, kostte uiteindelijk een klein fortuin, omdat zij onverwacht lang in leven bleef. Raffray stierf zelfs nog vóór haar (in 1995), zodat zijn weduwe de betalingen moest voortzetten tot aan Calments dood. In totaal werd tweemaal de marktwaarde voor het appartement betaald voordat Raffrays vrouw het erfde.
Calments 100e verjaardag kreeg nauwelijks publieke aandacht, omdat ze dit zelf niet wilde. Ze sloeg een aanbod van de burgemeester om haar thuis op te zoeken af. Wel verscheen ze uiteindelijk zelf op het gemeentehuis. Pas in 1985 ging de 109-jarige Calment, een maand voor haar 110e verjaardag, in een rusthuis wonen; niet vanwege lichamelijke of geestelijke problemen, maar uit voorzorgsmaatregel vanwege een brandje in haar keuken.
Op 20 juni 1986 werd ze, als ruim 111-jarige, na het overlijden van Eugénie Roux officieel de oudste nog levende persoon uit Frankrijk. Bijna anderhalf jaar later, op 27 december 1987, werd Calment tevens de oudste persoon in Europa, toen Anna Eliza Williams overleed. Op 7 juli 1990 werd Calment de oudste mens ter wereld na het overlijden van de 116-jarige Amerikaanse Easter Wiggins.
Op 17 oktober 1995 overtrof Calment het – nadien ontkrachte – record van 120 jaar en 237 dagen van de Japanner Shigechiyo Izumi. Daarmee werd ze officieel de nieuwe langst levende mens aller tijden (in feite verwierf Calment deze titel reeds in 1991). Na haar 122e verjaardag in februari 1997 gaf ze geen interviews in het openbaar meer. Ze overleed enkele maanden later, op maandag 4 augustus 1997 rond 10:45 uur. Hoewel haar doodsoorzaak niet duidelijk werd, zei een van haar biografen, de wetenschapper Jean-Marie Robine, dat het vermijden van interviews haar de kans had gegeven om te sterven en dat ze uiteindelijk ook hierdoor is gestorven; de aandacht zou haar volgens hem namelijk in leven gehouden hebben. Ondanks het feit dat Calment blind en zo ernstig doof was dat het vrijwel onmogelijk was om met haar te communiceren, was ze een maand voor haar overlijden nog in goede gezondheid en tot haar dood nog helemaal helder van geest.
Na Calments dood werd de toen bijna 117-jarige Canadese Marie-Louise Meilleur de erkende oudste persoon ter wereld.

### Gezondheid en levensstijl
Calment kwam uit een rijke familie en heeft nooit hoeven te werken. Ze leidde een rustig leven met veel hobby's, zoals tennis, fietsen, zwemmen, rolschaatsen, piano en opera, waarvan ze er een aantal (waaronder fietsen) tot na haar 100e verjaardag volhield. Samen met haar man heeft ze ook Esperanto geleerd. Ze kon goed lopen, totdat ze op haar 114e haar dijbeen brak en geopereerd moest worden. Gedurende de rest van haar leven zat ze in een rolstoel. Op haar 116e verjaardag had ze griep. Ze dronk regelmatig port en at een kilo chocolade per week. Ze rookte nog tot vijf jaar voor haar dood.
Veel familieleden van Calment bereikten ook een hoge leeftijd: haar moeder Marguerite Gilles werd 86, haar vader Nicolas 93 en haar oudere broer François 97.

### Carrière
In 1965 speelde Calment een rol in de korte film Vincent Van Gogh: Darkness Into Light, die was bedoeld als promotie voor de film Lust for Life over het leven van Van Gogh. Op 114-jarige leeftijd speelde Calment mee in een film over haar eigen leven, Vincent et moi, wat van haar de oudste mens maakte die een rol in een film heeft gespeeld. Ter gelegenheid van haar 121e verjaardag werd een cd uitgebracht met daarop herinneringen van Calment, op een achtergrond van onder andere rapmuziek.

## Twijfel aan haar leeftijd
Twee Russische onderzoekers publiceerden in december 2018 een onderzoek waaruit zou blijken dat de bewering van Calment de oudste mens ooit te zijn in werkelijkheid een geval is van identiteitsfraude. De vrouw die al die tijd doorging voor Jeanne Calment zou volgens het onderzoek in werkelijkheid haar dood gewaande dochter Yvonne zijn. Yvonne zou in 1934 de identiteit van haar moeder hebben aangenomen, nadat die was overleden. 
De hypothese van Zak en Novoselov werd eind 2019 algemeen verworpen. De familie Calment was bekend in de gemeenschap van hun woonplaats Arles. Deze bekendheid zou een ongemerkte persoonsverwisseling tussen moeder en dochter onmogelijk hebben gemaakt.